# Héctor Alvarado Díaz
Héctor Alvarado Díaz  (n. Monterrey, Nuevo León; 1957). Escritor mexicano. 
Licenciado en Letras por la Facultad de Filosofía y Letras de la Universidad Autónoma de Nuevo León.
Coordinador fundador del Centro de Escritores de Nuevo León que ofrece becas económicas para la escritura de proyectos de libro en los distintos géneros literarios. El Centro de Escritores ha trabajado ininterrumpidamente en la formación y el desarrollo de proyectos de escritores jóvenes. 
Director de la Casa de la Cultura de Nuevo León (1995-2002). 
Director de Comunicación del Consejo de Desarrollo Social de Nuevo León (2003-2010). 
Se ha desempeñado como profesor de Lengua y Literatura en la Universidad Autónoma de Nuevo León, el Tecnológico de Monterrey, el Instituto Michoacano de Ciencias de la Educación, el Sistema Colegio de Bachilleres, la Universidad Interamericana para el Desarrollo, el CONALEP y la Universidad Michoacana de San Nicolás de Hidalgo.
Ha participado representando a México en Encuentros Internacionales de Literatura y Creación en Madrid, Gijón, Salamanca, Santiago de Compostela, Barcelona y las Islas Canarias, así como en Estados Unidos. Invitado a las Ferias del Libro de Guadalajara, Michoacán, Coahuila, Minería, UANLeer y la Feria del Libro del Tec en Monterrey, al Encuentro Internacional de Escritores de Monterrey, al Encuentro "Cuento en Comala" 2016, y al Coloquio Pensamiento y Letras, Michoacán 2016.
Ha coordinado más de 20 talleres de lectura y creación para instituciones como el Instituto para la Cultura de Nuevo León; Arte, A.C.; Universidad Autónoma de Nuevo León; la Escuela Normal Superior del Estado; la Casa de la Cultura, el Consejo para la Cultura y las Artes de Nuevo León, la Facultad de Letras de la Universidad Michoacana y la Sociedad de Escritores Michoacanos (SEMICH). 
Se ha desempeñado como jurado de premios y proyectos literarios como el Latinoamericano de Cuento, el Premio Nacional de Cuento Juan José Arreola, el Premio Nuevo León de Literatura, las becas estatales de Baja California Sur y Jalisco, y los apoyos internacionales a la traducción PROTRAD otorgados por el FONCA.  
Editor en la Dirección de Publicaciones de Nuevo León, donde junto a un equipo de académicos, editores y promotores se realizó un importante rescate bibliográfico de textos esenciales para la cultura escrita del estado. Editor de la colección Cuadernos del Consejo de Desarrollo Social, dedicada a publicar investigaciones de licenciatura y maestría con acento en temas de  marginación rural y urbana, problemáticas de género, indicadores de pobreza, condiciones de las Organizaciones de la Sociedad Civil y Estudios de caso centrados en el estado de Nuevo León. 
Como editor independiente fundó y dirigió las revistas literarias Papeles de la Mancuspia, El correo Chuan y El juguete rabioso. Editor de la colección literaria Libros de la Mancuspia  en coedición con el Consejo Nacional para la Cultura y las Artes. Actualmente dirige el proyecto editorial independiente Ediciones Intempestivas, que ha publicado 30 títulos hasta la fecha, algunos de ellos en coedición con la Universidad Autónoma de Nuevo León, el Consejo Nacional para la Cultura y las Artes y el Consejo para la Cultura y las Artes de Nuevo León.
Fue Director de la Editorial de la Universidad Michoacana de 2013 a 2017.
Actualmente es profesionista independiente, realizando Cursos Masivos Abiertos en Línea (MOOC´s) de creación literaria (Cuento) para la Dirección General de Educación Superior de la Subsecretaría de Educación Superior de la SEP; fue profesor de la Facultad de Letras de la Universidad Michoacana, donde también coordinó un Taller de Cuento, y desde inicios de 2017 coordina un Taller de Novela para la Sociedad de Escritores de Michoacán.

## Obras
Ha publicado: 
"Cuentos del insomnio" (Cuento. Subsecretaría de Educación Superior de la SEP, CDMX, 2017.).
"El ojo de la iguana" (Novela, Fondo Editorial Nuevo León--Universidad Autónoma de Nuevo León, Col. Coetáneos, Monterrey, 2.ª. ed., 2016).
"La canción del bonsái" (Novela. Fondo Estatal para la Cultura y las Artes de Chiapas, Tuxtla Gutiérrez, 2012). 
"Entrevistas con escritores de Nuevo León" (Universidad Autónoma de Nuevo León, Monterrey, 2010). 
"Romance natural" (en la edición conmemorativa del XLI Concurso Internacional de Cuentos “Miguel de Unamuno”, Salamanca, España, 2006). 
"Cuentos del prójimo" (Cuento. Consejo para la Cultura y las Artes, Monterrey, 2005). 
"Esa llaga, la memoria" (Novela, Ediciones Castillo, 2000, 2.ª. ed. 2001). 
"Los pasos de la noche" (Novela, Ediciones Yoremito, Tijuana, 1998). 
"La ventana de los deseos (Cuento, Libros de la Mancuspia, Monterrey, 1997). 
"Enciclopedia para ciegos caminantes" (Cuento, Consejo Nacional para la Cultura y las Artes, México, 1995).
De próxima publicación: "Supercolonia". Novela (Textofilia, México, 2019), y "Caracol ciego" (Tilde Editores, Monterrey, 2019).

## Premios y distinciones
Premio Bellas Artes "Juan Rulfo" para Primera Novela ("Esa llaga la memoria"). 
Premio Bellas Artes de Novela "José Rubén Romero" ("Caracol ciego").
Premio Internacional de Cuento "Miguel de Unamuno", Salamanca, España ("Romance Natural"). 
Premio Nacional de Novela Breve "Rosario Castellanos" (La canción del bonsái").
Premio Latinoamericano de Cuento de Puebla ("La ventana de los deseos").
Premio "Yoremito" de Novela ("Los pasos de la noche").
Premio Nuevo León de Literatura Novela ("El ojo de la iguana"). 
Premio Nuevo León de Literatura Cuento ("Cuentos del prójimo").
Mención de Calidad en el Premio Internacional de Cuento "Juan Rulfo" de París.
Premio a las Artes (Literatura) de la Universidad Autónoma de Nuevo León.